# Anopheles nimpe
Anopheles nimpe este o specie de țânțari din genul Anopheles, descrisă de Nguyen, Tran și Ralph E. Harbach în anul 2000.
Este endemică în Vietnam. Conform Catalogue of Life specia Anopheles nimpe nu are subspecii cunoscute.